# 喀山聯邦大學天文台
喀山聯邦大學天文台（Астрономическая обсерватория Казанского университета）是一座俄羅斯天文台，位於喀山市，海拔75公尺。喀山聯邦大學天文台是喀山聯邦大學天文學系建立的，喀山聯邦大學由約瑟夫·約翰·馮·利特羅於1810年創立。
喀山聯邦大學天文台是俄羅斯聯邦的文化遺產。2023年9月19日，天文台被列入聯合國教科文組織世界遺產。